# Bunocephalus chamaizelus
Bunocephalus chamaizelus är en fiskart som beskrevs av Eigenmann 1912. Bunocephalus chamaizelus ingår i släktet Bunocephalus och familjen Aspredinidae. Inga underarter finns listade.